# 長島康雄
長島 康雄（ながしま やすお、1956年10月19日 - ）は、日本の実業家である。株式会社東海運代表取締役社長。

## 来歴
東京都出身。1979年3月に法政大学経営学部経営学科を卒業、同年4月に東海運入社。その後、2011年6月執行役員国内営業部長、2012年4月執行役員営業推進部長、2013年4月常務執行役員、2013年6月取締役常務執行役員を歴任する。2017年4月1日、同じ大学出身の壁谷泰雄前社長に代わり代表取締役社長に就任。